# Karl Kuhlmann (Techniker)

Karl Kuhlmann (ca. 1914)

Karl Kuhlmann (* 20. Oktober 1877 in Detmold; † 7. Oktober 1963 in Basel) war ein Schweizer Elektrotechniker deutscher Herkunft. Er war von 1912 bis 1947 Professor für theoretische Elektrotechnik und Elektromaschinenbau an der ETH Zürich.

## Leben
Karl Kuhlmann wurde 1877 als Sohn des Zimmermeisters August Kuhlmann und seiner Ehefrau Charlotte geb. Tölle in Detmold geboren. Nach dem Abitur studierte er von 1896 bis 1899 Elektrotechnik an der TH Darmstadt. Am 15. Dezember 1900 schloss er sein Studium mit Auszeichnung ab. Seine Diplomarbeit mit dem Titel Theorie und Berechnung von Drehströmen unter Anwendung auf ausgeführte Modelle fertigte er bei Erasmus Kittler an. Bereits seit Herbst 1899 arbeitete er als Assistent von Kittler. 
Nach dem Sommersemester 1901 verließ er die TH Darmstadt und ging zur AEG. Von 1901 bis 1910 arbeitete er bei AEG in Berlin. 1908 berichtete er über Messung der Erdschlussströme im Berliner Netz und forderte in der Folge einen Selektivschutz. Dieses Problem wurde schließlich 1915/16 durch die Entwicklung der Petersenspule von Waldemar Petersen gelöst.
1912 wurde er zum Dr. Ing. promoviert. Man berief ihn als Professor an die ETH Zürich und als solcher wurde er dann auch Vorsteher des Elektrotechnischen Vereins. Die Professur für theoretische Elektrotechnik und Elektromaschinenbau hatte er bis 1947 inne.

## Einzelnachweis
1. ↑  Archivierte Kopie (Memento vom 11. Oktober 2009 im Internet Archive), abgerufen am 22. Juli 2024.

| Personendaten    | Personendaten                                                         |
| ---------------- | --------------------------------------------------------------------- |
| NAME             | Kuhlmann, Karl                                                        |
| KURZBESCHREIBUNG | Schweizer Elektrotechniker, Professor für theoretische Elektrotechnik |
| GEBURTSDATUM     | 20. Oktober 1877                                                      |
| GEBURTSORT       | Detmold                                                               |
| STERBEDATUM      | 7. Oktober 1963                                                       |
| STERBEORT        | Basel                                                                 |